# Districte de Călărași
El districte de Călărași (en romanès Raionul Călărași) és una de les divisions administratives de la República de Moldàvia. La capital és Călărași. L'u de gener de 2005, la població era de 75.100 habitants.